# Distrito de Fenoarivo Atsinanana
Fenoarivo Atsinanana es un distrito de la región de Analanjirofo, en la isla de Madagascar, con una población estimada en julio de 2014 de 316 756 habitantes.
Se encuentra ubicado junto a la costa nororiental de la isla, cerca de la Reserva Ambatovaky.